# Kolínská řepařská drážka
| Streckenlänge: | 10,6 km             |                                   |                                   |
| Spurweite: | 600 mm (Schmalspur) |                                   |                                   |
| |                     |                                   |                                   |
| \| \| \| Cukrovar Kolín \| \| \| \| \| Bahnstrecke Kolín–Děčín \| \| \| \| \| Kolín-Sendražice (Museumsbahnhof) \| \| \| \| \| Černý Most \| \| \| \| \| \| \| \| \| \| Františkov \| \| \| \| \| Výrovna \| \| \| \| \| Písečný mlýn \| \| \| \| \| Býchory \| \| \| \| \| Eleonorov \| \| \| \| \| Jestřabí Lhota \| \| |                     |                                   |                                   |
| Betriebs-/Güterbahnhof Streckenanfang (Strecke außer Betrieb) |                     | Cukrovar Kolín                    | Cukrovar Kolín                    |
| Kreuzung geradeaus unten (Strecke geradeaus außer Betrieb) |                     | Bahnstrecke Kolín–Děčín           | Bahnstrecke Kolín–Děčín           |
| Kopfbahnhof Strecke bis hier außer Betrieb |                     | Kolín-Sendražice (Museumsbahnhof) | Kolín-Sendražice (Museumsbahnhof) |
| Blockstelle |                     | Černý Most                        | Černý Most                        |
| Abzweig geradeaus und ehemals nach links · Strecke von rechts (außer Betrieb) |                     |                                   |                                   |
| Strecke · Betriebs-/Güterbahnhof Streckenende (Strecke außer Betrieb) |                     | Františkov                        | Františkov                        |
| Blockstelle |                     | Výrovna                           | Výrovna                           |
| Blockstelle |                     | Písečný mlýn                      | Písečný mlýn                      |
| Betriebsstelle Strecke ab hier außer Betrieb |                     | Býchory                           | Býchory                           |
| Blockstelle (Strecke außer Betrieb) |                     | Eleonorov                         | Eleonorov                         |
| Betriebs-/Güterbahnhof Streckenende (Strecke außer Betrieb) |                     | Jestřabí Lhota                    | Jestřabí Lhota                    |

Kolínská řepařská drážka (tschechisch für Koliner Rübenbahn) war die älteste Rübenbahn in Tschechien. Sie besitzt eine Spurweite von 600 mm und wurde von 1894 bis 1966 als Werksbahn der Zuckerfabrik von Kolín betrieben. Seit 2007 wurde sie als Museumsbahn auf einem Teil des Netzes neu aufgebaut.

## Geschichte
Der Besitzer der Herrschaft Kolín, František Seraph Horský Ritter von Horskýfeld, gründete 1870 in Kolín-Zálabí eine Rübenzuckerfabrik. Sein Enkel, Adolf Richter, übernahm die Leitung der Fabrik und beantragte 1888, den Damm der Gemeindestraße zu untertunneln und die Zuckerfabrik durch eine Feldbahn mit der Rübenhalde hinter dem Damm zu verbinden. Im Juni 1894 erhielt er die Genehmigung, die Zuckerfabrik Kolín mit dem Františkov-Hof und dann über Býchory mit dem Eleonorov-Hof zu verbinden.
Die Rübenbahn wurde in den Jahren 1894 und 1895 durch den Geschäftsmann Adolf Richter abschnittsweise in Betrieb genommen. Sie führte auf der für Werksbahnen typischen schmalen Spurweite von 600 mm ursprünglich über 10,6 km von der Zuckerfabrik in Kolín über Býchory bis nach Jestřabí Lhota. Über eine 0,8 km lange Zweigbahn war auch Františkov (Ovčáry) angeschlossen. Die Rübenbahn hatte 9 Haltestellen (Rübengüterbahnhöfe), Die größte Steigung (9 ‰) wurde auf dem vierten Streckenkilometer durch zwei Kehren überwunden. Der Betriebsmittelpunkt mit dem Heizhaus für die Lokomotiven befand sich zunächst in Býchory und später in der Zuckerfabrik.
Aus finanziellen Gründen sah sich Adolf Richter 1922 gezwungen, seine Rübenfelder und die Feldbahn zu verkaufen und die Zuckerfabrik zu schließen. Die Rübenbahn ging in den Besitz der Agentur Čáslav (Eigentümer des Rübengebiets in Ostböhmen) über und diente weiterhin ihrem ursprünglichen Zweck. In den Jahren 1947–1956 wurde die Strecke renoviert, die Schienen und Schwellen wurden ausgetauscht.
Die Strecke war insgesamt über 70 Jahre in Betrieb. Im Jahr 1966 wurde sie aufgegeben und die Anlagen abgetragen, weil der Transport der Zuckerrüben mit Lastwagen kostengünstiger war. In den folgenden Jahren wurden die Gleise entfernt, die Dämme geöffnet und das Gelände der stillgelegten Bahn in landwirtschaftliche Flächen umgewandelt. An der Stelle der Zuckerfabrik befindet sich heute das Kraftwerk Kolín.

## Fahrzeugeinsatz
Der Betrieb wurde ursprünglich mit Dampflokomotiven von Orenstein & Koppel abgewickelt. Nach dem Zweiten Weltkrieg kamen dann auch Diesellokomotiven zum Einsatz. Typisch waren die zweiachsigen ČKD-Typen B 600/70 und BN 60.
Es gab zwölf vierachsige Güterwagen von Ringhoffer des Baujahres 1894 und 40 vierachsigen Wagen von Orenstein & Koppel. Weitere 30 Wagen waren eine Eigenkonstruktion auf Ferrovia-Drehgestellen. Die Wagen transportierten jeweils bis zu acht Tonnen Rüben.

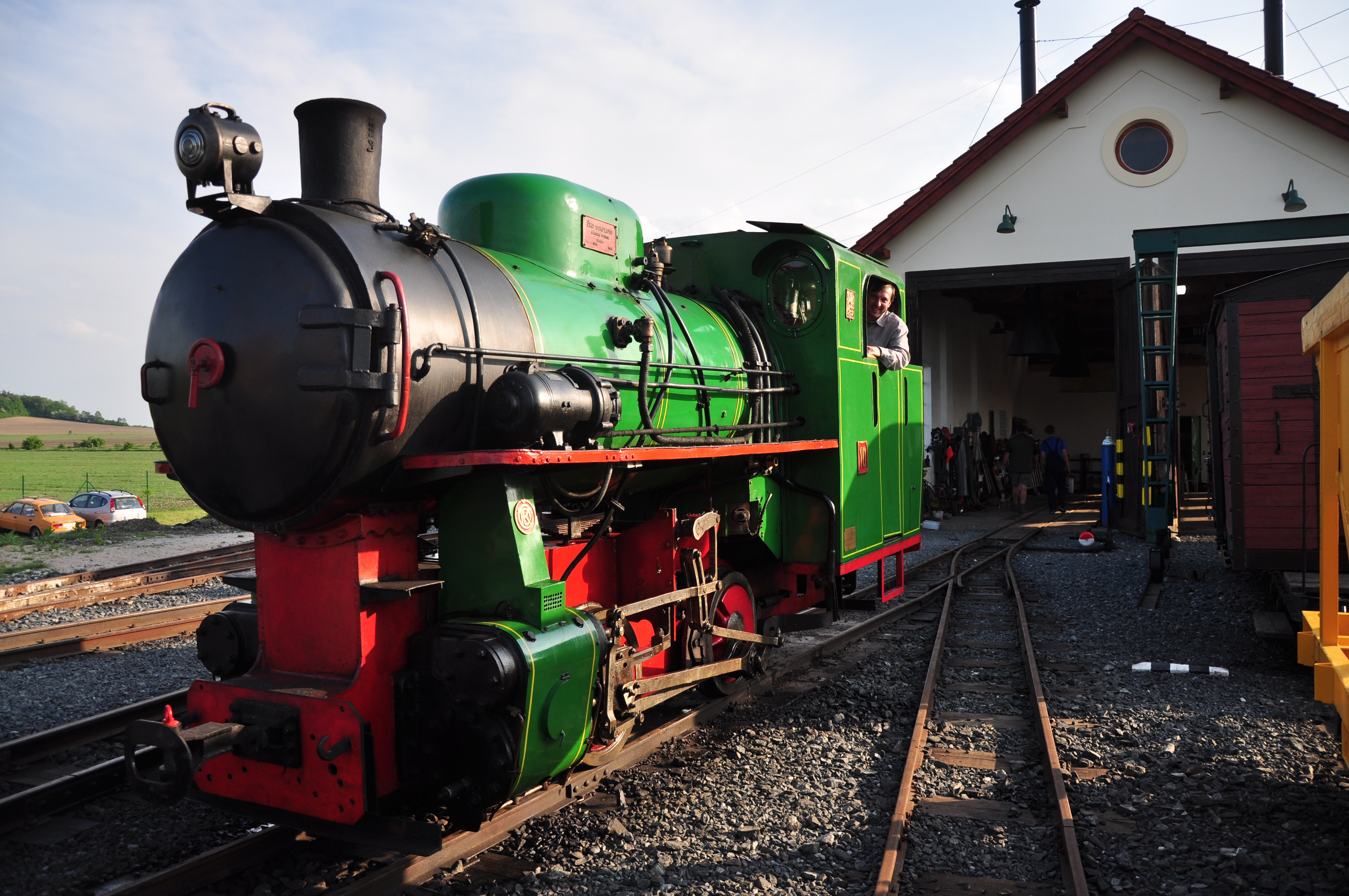
Dampflokomotive BS80
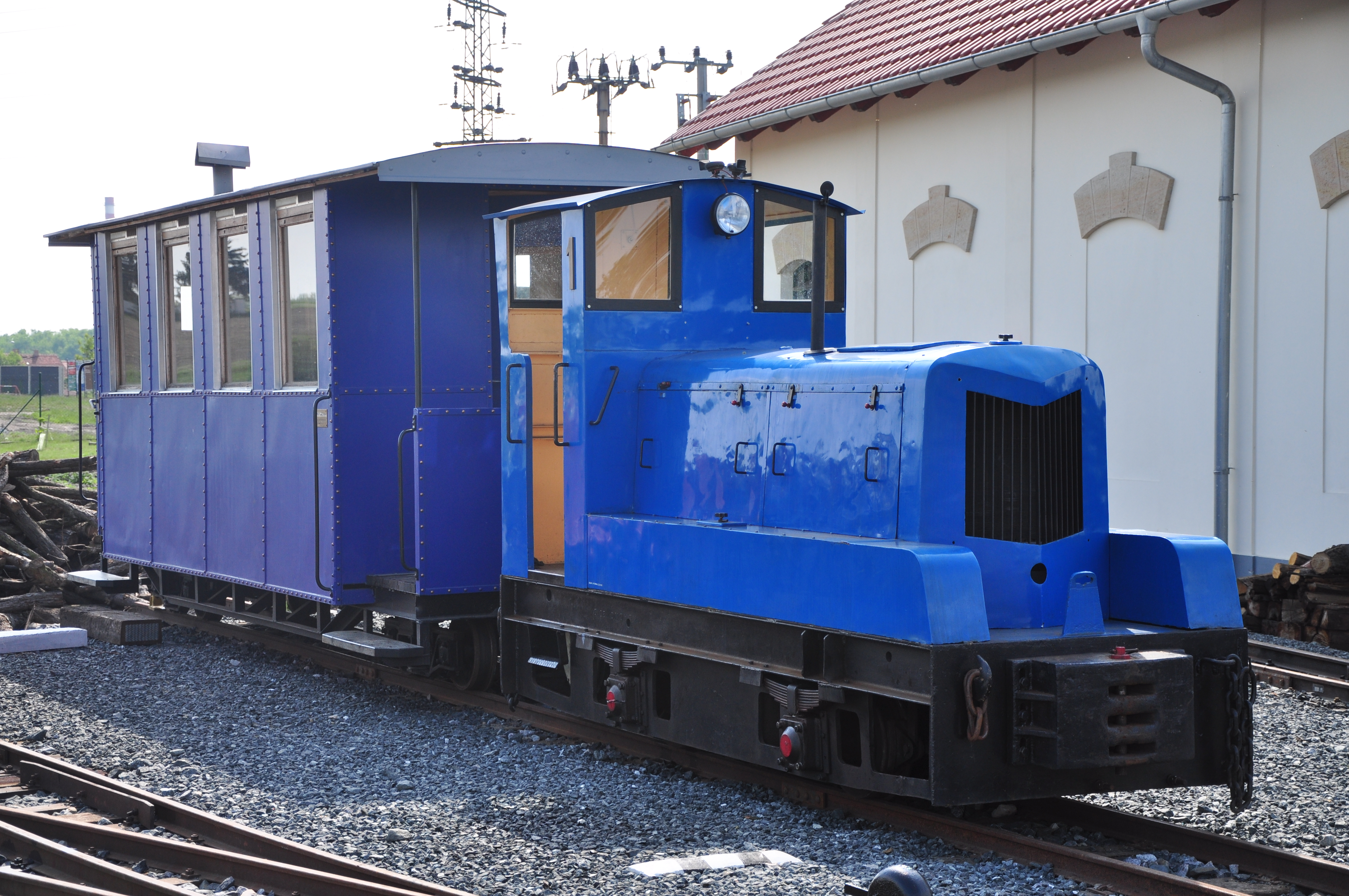
Diesellokomotive BNE50
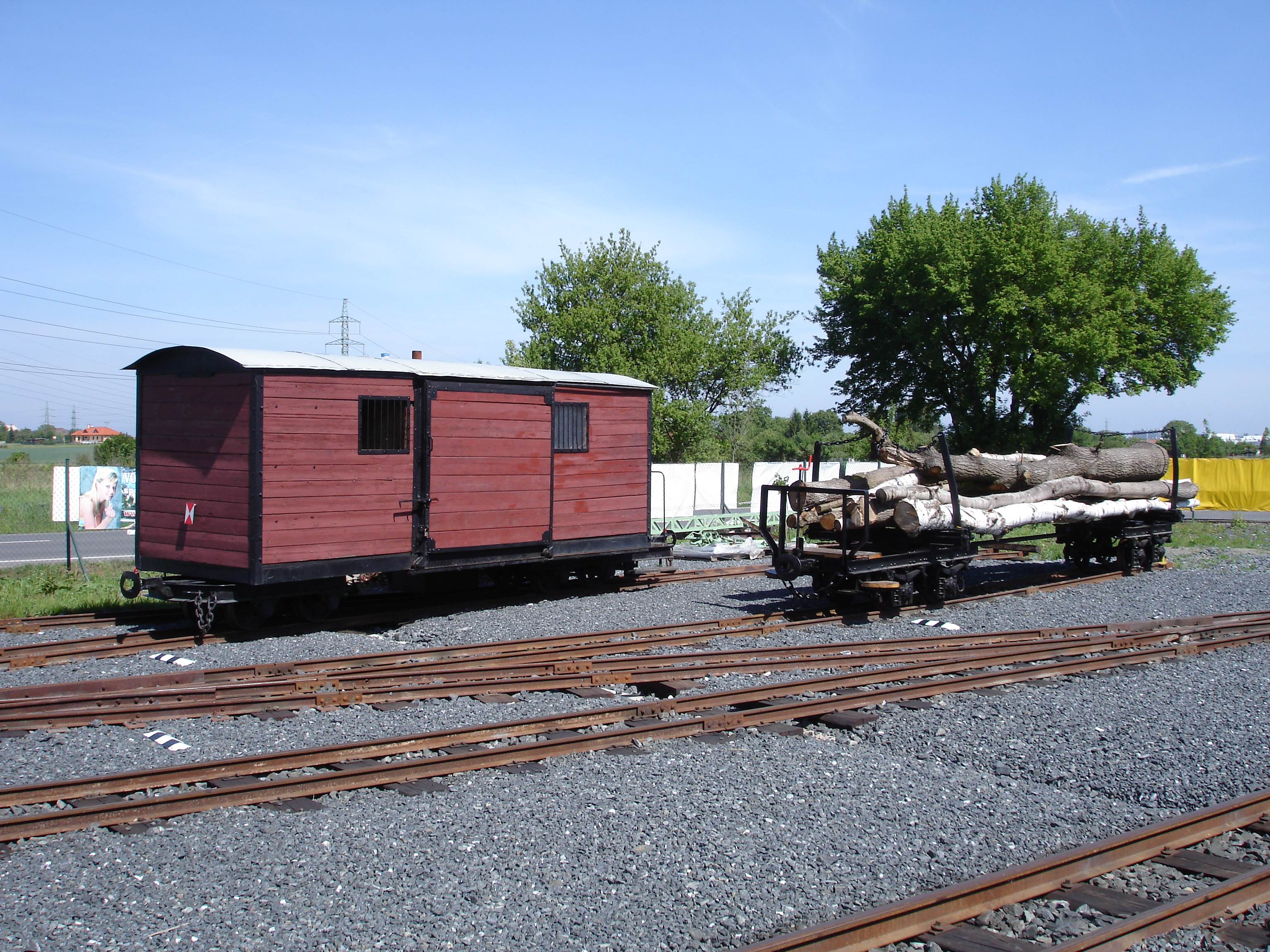
Güterwagen
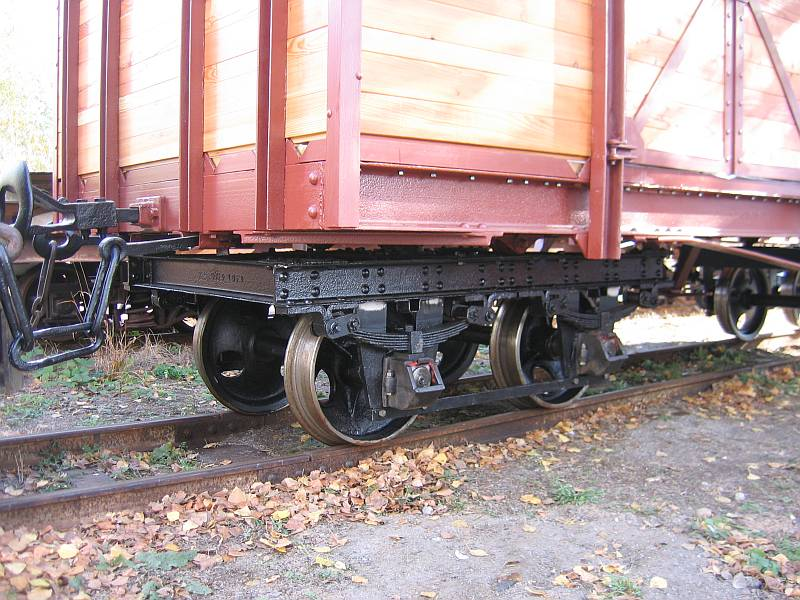
Detail eines Wagens

## Wiederaufbau als Museumsbahn

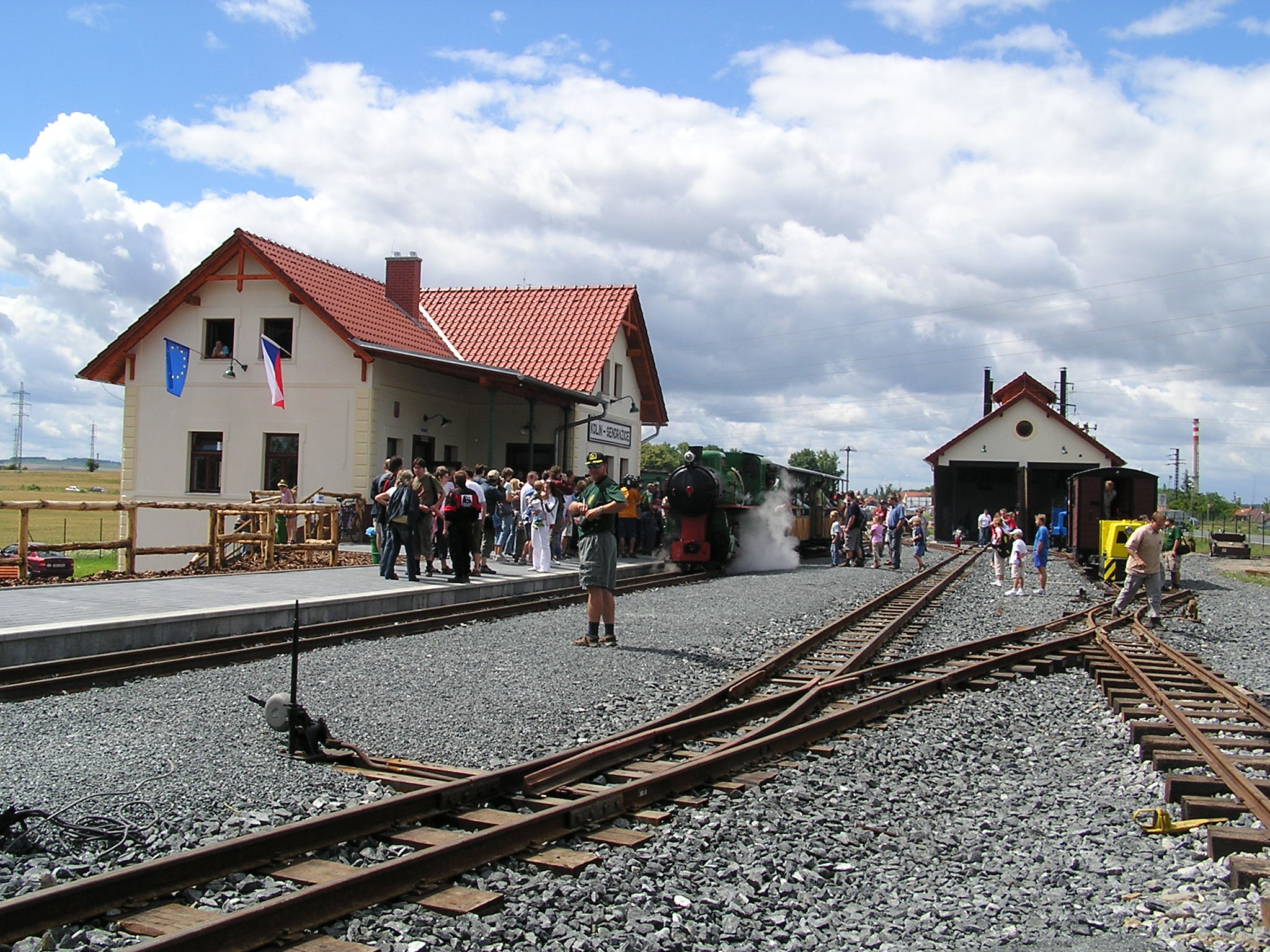
Museumsbahnhof Kolin-Sendražice

Im Jahr 2000 gründete sich der Verein Klub pro obnovu Kolínské řepařské drážky („Klub zur Erneuerung der Koliner Rübenbahn“). Ziel des Clubs war es, die Strecke Kolín–Býchory wieder aufzubauen und ein Museum zur Geschichte des Anbaues und der Verarbeitung von Zuckerrüben in der Region einzurichten. Daneben sollte die Bahn in drei Etappen wiedereröffnet werden.
Im Januar 2005 übergab das Stadtamt der Stadt Kolín das für die Museumsbahn benötigte Gelände an den Verein. In den folgenden Jahren wurde in Sendražice ein Bahnhof mit allen Hochbauten errichtet. Empfangsgebäude und Lokschuppen entstanden nach Originalzeichnungen der früheren kkStB vollständig neu.
Am 23. Juni 2007 wurde der Museumsbahnbetrieb auf einem zwei Kilometer langen Abschnitt der wiederaufgebauten Strecke aufgenommen. Neben diversen Diesellokomotiven steht für den Zugverkehr auch eine betriebsfähige Dampflokomotive des ČKD-Typs BS80 zur Verfügung, die extra für die Museumsbahn restauriert wurde.
Im Jahre 2015 erfolgte die Eröffnung der Streckenverlängerung nach Býchory.